# Антопіль (Тульчинський район)
Анто́піль — село в Україні, у Вапнярській селищній громаді Тульчинського району Вінницької області. Населення становить 475 осіб.

## Історія
7 (20) листопада 1917 року, відповідно до Третього Універсалу Української Центральної Ради, увійшло до складу Української Народної Республіки.
У 1954 р. відбулося об'єднання сільських рад сіл Марківки і Антополя в Марківську сільську раду.
05 лютого 1965 року Указом Президії Верховної Ради Української РСР передано Марківську сільраду Крижопільського району — до складу Тульчинського району.

## Населення

### Мова
Розподіл населення за рідною мовою за даними перепису 2001 року:
| Мова       | Кількість | Відсоток |
| ---------- | --------- | -------- |
| українська | 461       | 97.05%   |
| російська  | 10        | 2.11%    |
| румунська  | 4         | 0.84%    |
| Усього     | 475       | 100%     |

## Пам'ятки

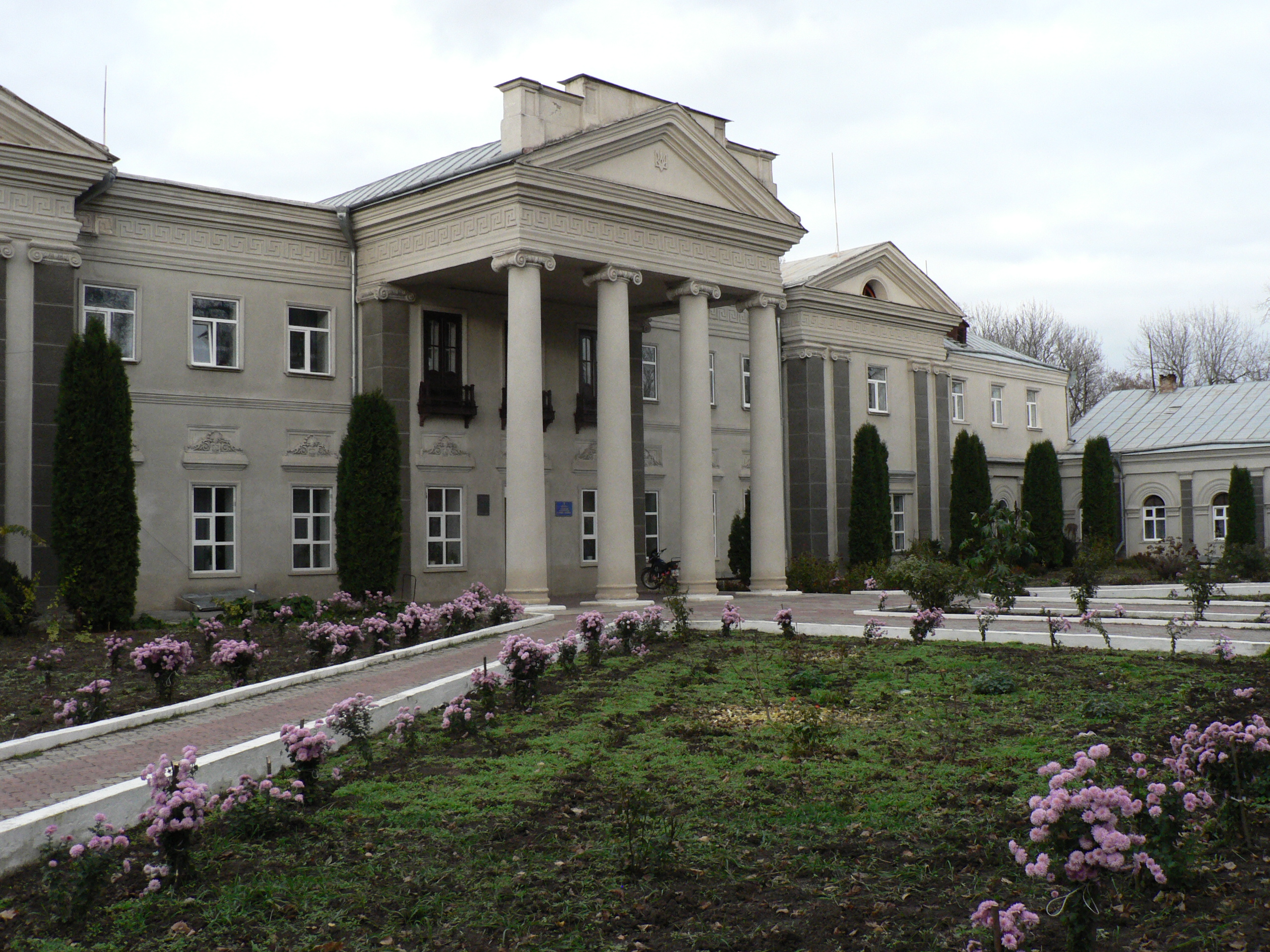
Антопільський парк. Пам'ятка садово-паркового мистецтва

- Палац князя Антонія Яна Непомуцена Святополк-Четвертинського, поч. XIX ст і Антопільський парк, кінець XVIII ст.
- Науково-дослідний інститут пам'яткоохоронних досліджень (м. Київ) заніс село Антопіль (Томашпільський район) до Переліку найважливіших історичних сіл України та їхніх пам'яток .